# Северный Лондон

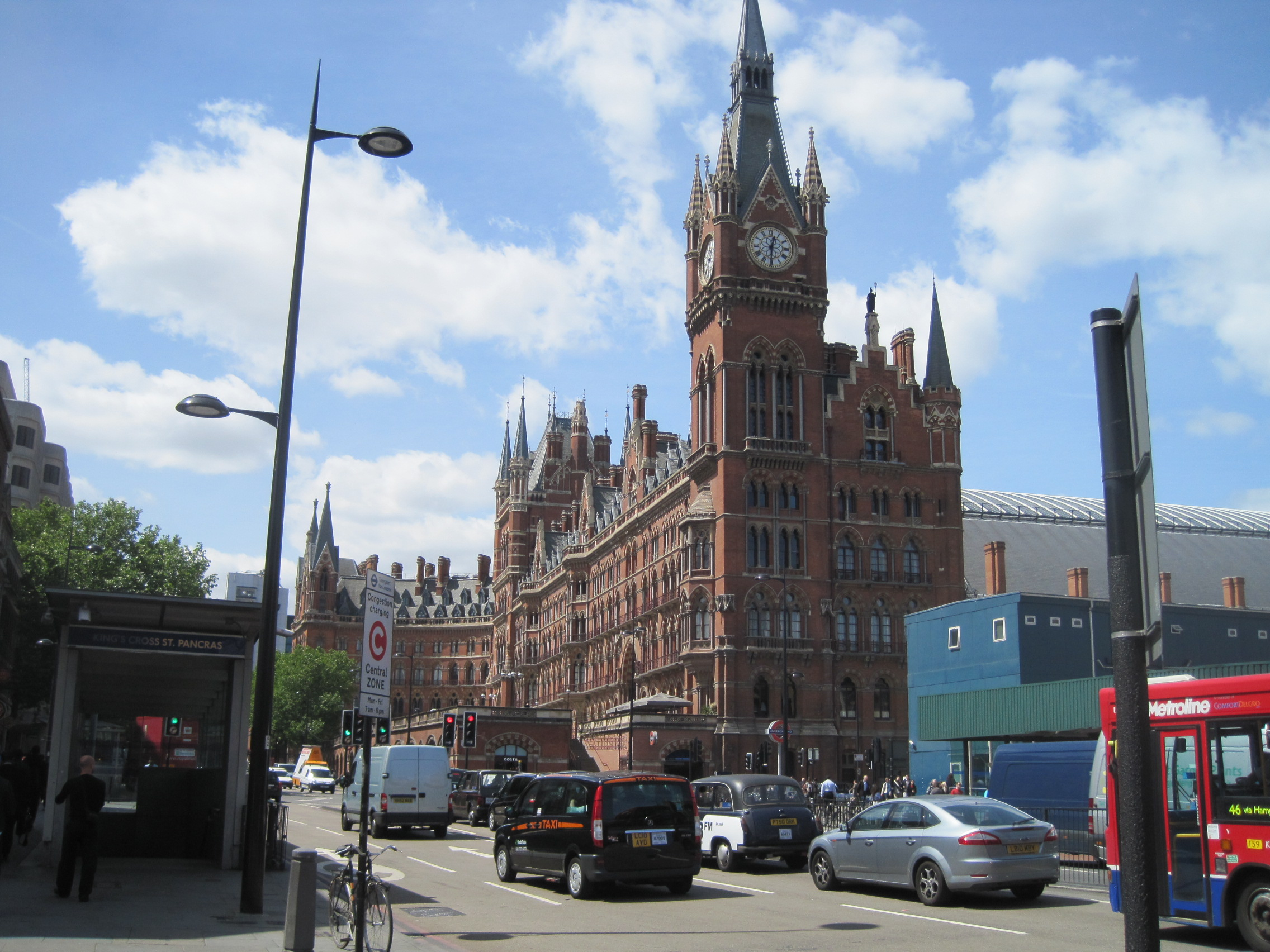
Вокзал Сент-Панкрас. Появление Северного Лондона во многом было связано с появлением железной дороги.

Северный Лондон (англ. North London) ― северная часть Лондона к северу от реки Темзы. Он простирается от Кларкенуэлла и Финсбери, на окраине финансового района Лондонского сити, до границы Большого Лондона с Хартфордширом.
Термин «Северный Лондон» используется для того, чтобы отличить этот район от Южного Лондона, Восточного Лондона и Западного Лондона. Некоторые районы Северного Лондона также являются частью Центрального Лондона. Существует Северный почтовый район, но он включает в себя некоторые районы, которые обычно не описываются как часть северного Лондона, исключая многие другие, которые таковыми являются.

## Развитие
Первый северный пригород возник в районе Крипплгейт в начале XII века, но рост Лондона за римскими северными воротами был медленнее, чем в других направлениях, отчасти из-за болотистой местности к северу от Лондонской стены, а также потому, что дороги, проходящие через эти ворота, были не так хорошо соединены, как в других местах. Приходы, которые впоследствии стали Северным Лондоном, до викторианского периода были почти полностью сельскими. Многие из этих приходов были сгруппированы в область, называемую отделением Финсбери.
В начале 19 века появление Риджентс-канала в Ислингтоне и Сент-Панкрасе стимулировало экспансию Лондона на север, продолжавшуюся и тогда, когда развитие железнодорожной сети ускорило урбанизацию, способствуя экономическому росту столицы и позволяя создавать пригородные зоны.
Эта тенденция сохранялась и в двадцатом веке и была усилена автомобильными поездками на работу до тех пор, пока создание Зеленого пояса Лондона вскоре после Второй мировой войны не помешало дальнейшему расширению Лондона.
В английском футболе команды Арсенал и Тоттенхэм Хотспур считаются двумя командами Северного Лондона, а игры друг против друга известны как «Северолондонское дерби».

## Климат
В Северном Лондоне, как и в других частях Лондона и Великобритании в целом, умеренный морской климат в соответствии с системой классификации климата Кеппена. Долгосрочные климатические наблюдения, начиная с 1910 года, доступны для Хэмпстеда, который также является самой высокогорной метеостанцией в районе Лондона, на высоте 137 метров. Это расположение как на вершине холма, так и в городе означает, что сильные морозы здесь редки.
Температура повышается по направлению к Темзе, во-первых, из-за эффекта городского потепления окружающей местности, но, во-вторых, из-за уменьшения высоты над уровнем реки, что означает, что некоторые более холмистые северные окраины Северного Лондона часто на градус или около того холоднее, чем районы, прилегающие к Темзе. Иногда можно увидеть, как снег лежит в направлении Чилтернса, в то время как в центре Лондона нет снега.
Обычно самый теплый день в году в Хэмпстеде составляет в среднем 29,3 ° C (84,7 ° F), а в общей сложности около 14 дней достигается значение 25,1 ° C (77,2 °F) или выше.